# NGC 5674
NGC 5674 este o seyfert 1 galaxy⁠(d) situată în constelația Fecioara. A fost descoperită în 1793 de către William Herschel. Se află la o distanță de 107,3 megaparseci de Pământ.